# Sznyt (blizna)
Sznyt – potoczne określenie blizny, która powstała w wyniku celowego samookaleczenia osoby chcącej w ten sposób możliwie wyraźnie i trwale oznaczyć skórę swojego ciała.
Jest specyficzną ozdobą mającą świadczyć o odwadze i odporności danej osoby na ból, lub też określić tę osobę jako przynależną do konkretnej społeczności. W społeczeństwach prymitywnych jest metodą na zdobienie ciała, w społeczeństwach cywilizowanych popularna wśród przestępców, także pensjonariuszy zakładów karnych oraz w wielu subkulturach młodzieżowych. Jest to także metoda udowadniania „męskości” wśród dorastającej młodzieży, głównie męskiej, poprzez udowodnienie odporności na ból.
Czasem sznyty zadaje sobie również osoba chcąca pokonać w ten sposób ból psychiczny, np. może być to wyraz rozpaczy wynikający z rozstania z ukochaną osobą. Czasami robienie sobie sznytów może przerodzić się nawet w nałóg. Osoby takie mogą się wtedy sukcesywnie ciąć po wszystkich, jeszcze nienaruszonych częściach ciała. Wskazuje się, że jest to forma budowania relacji ze światem poprzez zadawanie sobie bólu mającego pozwalać na jej odczuwanie.
Niejednokrotnie jest to próba zwrócenia na siebie uwagi.
Sznyty najczęściej zadaje się żyletką, brzytwą, nożem itp. 
Formą podobną do robienia sznytów są inne samookaleczenia, np. tzw. „przychary”, czyli celowe oparzenia miejscowe, oraz „dziargi”, czyli rany szarpane, także rozdrapywanie do krwi miejsc po ukąszeniach owadów. Natomiast sznyty robione w celach artystycznych lub tożsamościowych można porównać do robienia tatuaży. Patrz: skaryfikacja (modyfikacja ciała).